# Красаевка
Красаевка — село в Торбеевском районе Республики Мордовия России. Входит в состав Краснопольского сельского поселения.

## География
Село находится в юго-западной части Мордовии, в пределах северо-западного склона Приволжской возвышенности, в зоне хвойно-широколиственных лесов, к югу от автодороги 89Н-09, на расстоянии примерно 15 километров (по прямой) к востоку-юго-востоку (ESE) от рабочего посёлка Торбеево, административного центра района. Абсолютная высота — 198 метров над уровнем моря.
Климат
Климат характеризуется как умеренно континентальный. Среднегодовая температура воздуха — 3,5 — 4,5 °С. Средняя температура воздуха самого тёплого месяца (июля) — 18,9 — 19,8 °C (абсолютный максимум — 37 °C); самого холодного (января) — −12,3 — −11,5 °C. Продолжительность безморозного периода достигает 149 дней. Среднегодовое количество атмосферных осадков составляет 500—525 мм. Устойчивый снежный покров образуется в последней декаде ноября и держится в течение 140—150 дней.
Часовой пояс
Село Красаевка, как и вся Мордовия, находится в часовой зоне МСК (московское время). Смещение применяемого времени относительно UTC составляет +3:00.

## Население
| 2002 | 2010 |
| ---- | ---- |
| 336  | ↘281 |

Половой состав
По данным Всероссийской переписи населения 2010 года в гендерной структуре населения мужчины составляли 42,7 %, женщины — соответственно 57,3 %.
Национальный состав
Согласно результатам переписи 2002 года, в национальной структуре населения русские составляли 93 % из 336 чел.